# ウォッチメン (テレビドラマ)
『ウォッチメン』（Watchmen）は、アラン・ムーアとデイヴ・ギボンズによるDCコミックスの同名のシリーズを原作としたアメリカ合衆国のテレビシリーズである。シリーズはデイモン・リンデロフがHBOの下で発案し、リンデロフは製作総指揮と脚本も兼任した。シリーズはレジーナ・キング、ドン・ジョンソン、ティム・ブレイク・ネルソン、ヤーヤ・アブドゥル＝マティーン2世、アンドリュー・ハワード、ジェイコブ・ミング＝トレント、トム・マイソン、サラ・ヴィッカーズ、ディラン・ションビング、ルイス・ゴセット・ジュニア、ジェレミー・アイアンズ、ジーン・スマートらが出演する。
リンデロフはシリーズを原作コミックの「リミックス」と例えており、リブートではなく『ウォッチメン』の連続性の中で新たな物語を作成し、新たなキャラクターを導入したいと考え、原作から34年後の架空世界が舞台となる。シリーズではロバート・レッドフォードがアメリカ合衆国の大統領となっている2019年のオクラホマ州タルサでの人種的緊張を取り巻く事件（タルサ人種虐殺）に焦点が当てられており、第7機兵隊と呼ばれる白人至上主義団体と彼らと戦う覆面の警察たちが描かれる。シスターナイトという別名で活動するアンジェラ・エイバー刑事（キング）は友人であり上司のジャッド・クロフォード（ジョンソン）の殺人事件を捜査し、ヴィジランティズムをめぐる状況に関する多くの謎に出くわす。新たなキャラクターに加えて、ドクター・マンハッタン、シルク・スペクター、オジマンディアスといった原作のキャラクターも登場する。
シリーズ初回は2019年10月20日に放送され、第1シーズンは全9話構成で同年12月15日に完結した。

## ストーリー
『ウォッチメン』はコミックから34年後のアメリカを舞台としている。
かつてヒーローとみなされていた自警団たちがその暴力性故に非合法化されている1985年、オジマンディアスという名のヒーローとして知られたエイドリアン・ヴェイトはイカのようなエイリアンによるニューヨークへの偽装攻撃を実行して数百万人を殺害することで米ソの共通の敵を生み出し、核によるホロコーストの脅威を強制的に取り除いた。このヴェイトの行動は世界平和を実現する上で仕方のなかったことという事で片付けられ、ウォッチメンのメンバーは国民達からこの陰謀を隠蔽する事に同意したが、メンバーの中でただ一人、ウォルター・コバックス/ロールシャッハのみこの同意を受け入れなかった。ジョナサン・オスターマン/Dr・マンハッタンは新たに価値を見出した生命を生み出すべく地上から去り、またヴェイトの陰謀を暴露しようとしたロールシャッハは地球を去る前にマンハッタンによって気化されてしまうが、彼はオジマンディアスの基地を向かう以前に自分の日誌を編集社『ニュー・フロンティアズマン』に送る事で世間への告発という目標を達成したのであった。
物語は2019年のオクラホマ州タルサで幕を開ける。ニクソン大統領は任期を全うし勇退、その後、ロバート・レッドフォードが大統領に当選すると、社会は一気にリベラル派の波に飲み込まれ、タルサ人種虐殺の遺族に対する賠償金の支払いや、SNS、スマートフォンの使用が禁止など、白人至上主義者の憎悪を煽る事態となってしまった。
そんな社会に反旗を翻すべく白人至上主義団体である第7機兵隊（Seventh Kavalry）はロールシャッハのマスクを被り、少数民族や人種差別被害者を守る警察と対立し、アメリカの社会は更に分断されていくのであった。2016年のクリスマスイブに発生した「ホワイト・ナイト事件」では機兵隊により40人のタルサの警察官の家が攻撃を受けた。辛くも生き延びたアンジェラ・エイバー刑事とジャッド・クロフォード署長はタルサ警察を再建するも、彼らは職務中はマスクをして正体を隠した自警団として機兵隊と戦うこととなる。そう、まるでかつてキーン条約で禁止されたヒーロー活動をする様に。

## 登場人物 / キャスト
※括弧内は日本語吹替

### メイン
アンジェラ・エイバー / シスター・ナイト
演 - レジーナ・キング（斉藤貴美子）
黒ずくめの服装、マスクを着用した警官。ホワイト・ナイト事件の生存者。
ジャッド・クロフォード
演 - ドン・ジョンソン（内田直哉）
タルサ警察署の署長。
ウェイド・ティルマン / ルッキングラス
演 - ティム・ブレイク・ネルソン（上田燿司）
アンジェラの同僚。主に取り調べを担当する。
若き日のウェイド・ティルマン
演 - フィリップ・レイブス
カルヴィン・“カル”・エイバー
演 - ヤーヤ・アブドゥル＝マティーン2世（三宅健太）
アンジェラの夫。
レッドスケア
演 - アンドリュー・ハワード（遠藤純一）
フィリップス君
演 - トム・マイソン（内田夕夜）
クルックシャンクス嬢
演 - サラ・ヴィッカーズ（坂井恭子）
クリストファー・“トーファー”・エイバー
演 - ディラン・ションビング（れいみ）
アンジェラの養子。
ウィル・リーヴス
演 - ルイス・ゴセット・ジュニア（勝部演之）
若き日のウィル・リーヴス
演 - ジョバン・アデポ（星野貴紀）
エイドリアン・ヴェイト / オジマンディアス
演 - ジェレミー・アイアンズ（池田秀一）
ローリー・ブレイク / シルク・スペクター
演 - ジーン・スマート（塩田朋子）
レディ・トリュー
演 - ホン・チャウ（よのひかり)

### リカーリング
ジョー・キーン・Jr
演 - ジェームズ・ウォーク（桐本拓哉）
ジェーン・クロフォード
演 - フランシス・フィッシャー（唐沢潤）
パイレート・ジェニー
演 - ジェシカ・カマチョ（種市桃子）
ロージー・エイバー
演 - リリー・ローズ・スミス（佐藤美由希）
エマ・エイバー
演 - アデリン・スプーン（藤野彩水）
OB・ウィリアムズ
演 - スティーヴン・ノーフリート（杉村憲司）
ルース・ウィリアムズ
演 - アレクシス・ルーダー
ビアン
演 - ジョリー・ホアン＝ラパポート（佐藤美由希）

### ゲスト
パンダ
演 - ジェイコブ・ミング＝トレント（かぬか光明）
ファラガット副局長
演 - デヴィッド・アンドリュース（金尾哲夫）
デール・ピーティ
演 - ダスティン・イングラム（武藤正史）
ケイティ・クラーク
演 - クリスティン・ウェザーアップ（坂井恭子）
ジョン・クラーク
演 - クロバート・プラルゴ（後藤ヒロキ）
フーデッド・ジャスティスを演じた俳優
演 - シャイアン・ジャクソン（西凜太朗）
本人役（スキップ・ゲイツ）
演 - ヘンリー・ルイス・ゲイツ・Jr（かぬか光明）
アンディ
演 - ジム・ビーヴァー
ミスター・シャドウ
演 - リー・ターゲセン
本人役
演 - マイケル・インペリオリ
キャプテン・メトロポリスを演じた俳優
演 - クリス・ウィートリー
ロキシー
演 - ジュリア・ヴァッシ（種市桃子）
シンシア・ティルマン
演 - エイリエン・グラッバ（高森奈緒）
レニー
演 - ポーラ・マルコムソン（斎藤恵理）
シモンズ
演 - スティーブ・カウルチャー（烏丸祐一）
ジェリー
演 - ライアン・ホープ・トラビス（武田太一）
ネルソン・ガードナー / キャプテン・メトロポリス
演 - ジェイク・マクドーマン（内田夕夜）
フレッド
演 - グレン・フレシュラー（遠藤純一）
アート
演 - エリック・パレンディオ（上田燿司）
サム・バトル警部補
演 - フィリー・プロウデン（三宅健太）
ジューン
演 - バレリー・ロス（磯辺万沙子）
若き日のジューン
演 - ダニエル・デッドワイラー（清水はる香）
マーカス・エイバー
演 - アンソニー・ヒル
エリーゼ・エイバー
演 - デヴィン・A・テイラー
ジョー・キーン・Sr
演 - テッド・ジョンソン
ハンス・オスターマン
演 - アナトール・トーブマン（上田燿司）
Dr.マンハッタン/ジョナサン・“ジョン”・オスターマン
演 - ダレル・スレネガー（加瀬康之）

## エピソード
| 通算 話数 | タイトル                                                                    | 監督                       | 脚本                                                | 放送日         | 製作 番号 | U.S.視聴者数 (百万人) |
| --- | --------------------------------------------------------------------------- | -------------------------- | --------------------------------------------------- | -------------- | --------- | --------------------- |
| 1 | "今は夏 氷が尽きそうだ" "It's Summer and We're Running Out of Ice"          | ニコール・カッセル         | デイモン・リンデロフ                                | 2019年10月20日 | 101       | 0.799                 |
| 1921年、タルサのブラック・ウォールストリートの殺戮で両親を亡くした黒人少年が女の子の赤ん坊を連れて生き延びる。それから98年後、覆面警察官のチャーリー・サットンは第7機兵隊のメンバーの銃撃を受けて病院送りとなる。警察署長のジャッド・クロフォードは犯人逮捕のために覆面警察官を招集し、シスター・ナイトことアンジェラ・エイバーは容疑者を捕らえる。アンジェラはウェイド・ティルマンことルッキンググラスと共に尋問し、機兵隊のアジトが牧場であることを吐かせる。アンジェラ、ジャッド、その他の警官たちは牧場に踏み込んで銃撃戦となり、その場に居た機兵隊メンバー（サットン銃撃犯を含む）は全滅する。事件後、サットンの見舞いに車で向かうジャッドはスパイクストリップでパンクさせられる。アンジェラは何者かにより電話で呼び出され、向かった先の木に吊されているジャッドの遺体と彼女を待つ車椅子の老人を目にする。一方でどこかの田舎の邸宅では主が『時計職人の息子』という戯曲を執筆し、2人の使用人と共に「記念日」を祝う。 |                                                                             |                            |                                                     |                |           |                       |
| 2 | "コマンチ族の乗馬術による軍功" "Martial Feats of Comanche Horsemanship"     | ニコール・カッセル         | デイモン・リンデロフ & ニック・キューズ             | 2019年10月27日 | 102       | 0.765                 |
| 第一次世界大戦中、アメリカ軍兵士のOBは彼らの人種平等の嘘を指摘するドイツのプロパガンダチラシをポケットに入れる。現在、アンジェラは木の下そばにいた老人を隠れ家に連行する。ウィルと名乗るその老人はアンジェラの祖父であると主張し、彼女は後にそれが事実であることを知る。警察はジャッドへのリンチでニクソンビルの容疑者を数人を検挙する。ウィルはアンジェラにジャッドの裏の顔について警告し、彼女は彼の秘密のクローゼットの中からクー・クラックス・クランの衣裳を発見する。アンジェラはウィルを尋問するが答えなかったので逮捕することにするが、彼は車ごと飛行船の電磁石で連れて行かれる。ウィルは父親からもらったドイツのプロパガンダチラシを落とし、アンジェラが拾う。一方で田舎の邸宅の主は使用人のフィリップスとクルックシャンクスにDr.マンハッタンの起源を描いた自作の戯曲を演じさせる。主はその劇の一環としてフィリップスを焼き殺し、他の使用人でもあるクローンたちの1人を新しい「フィリップス君」と名付ける。 |                                                                             |                            |                                                     |                |           |                       |
| 3 | "彼女は宇宙ゴミに殺された" "She Was Killed by Space Junk"                   | スティーヴン・ウィリアムズ | デイモン・リンデロフ & リラ・バイオック             | 2019年11月3日  | 103       | 0.648                 |
| FBIの対自警団部隊のローリー・ブレイク捜査官は偽の銀行強盗を起こして非合法な自警団を捕らえた後、FBIとジョー・キーン・Jr上院議員からタルサの事件の捜査を頼まれる。ローリーはタルサ警察を調べ、ジャッドの葬儀があることを知り、アンジェラと接触する。葬儀中に自爆ベストを着た機兵隊が現れてジョーを人質にするとローリーは犯人を射殺し、アンジェラは爆発から出席者たちを救う。その後ローリーはアンジェラにジャッドの秘密のクローゼットや車椅子の跡について話し、彼女にジャッドを守らないようにと警告する。その夜、ローリーは特殊な電話ボックスを使って火星のDr.マンハッタン宛てに「レンガのジョーク」のメッセージを送る。電話を終えたローリーの前にアンジェラの車が落下すると彼女は夜空の火星を見上げて笑う。一方で邸宅の主はフィリップスのクローンに防護服を着せてテストをするも失敗する。より頑丈な革を求めて彼はバイソンを狩るが、監禁の規則違反であるとして「狩猟監督官」から警告を受ける。主はエイドリアン・ヴェイト名義の手紙で監督官に反論し、オジマンディアスの衣裳を纏って再び狩りに出かける。 |                                                                             |                            |                                                     |                |           |                       |
| 4 | "私の物語が不満なら自分で書け" "If You Don't Like My Story, Write Your Own" | アンドリー・パレーク       | デイモン・リンデロフ & クリスタル・ヘンリー         | 2019年11月10日 | 104       | 0.707                 |
| レディ・トリューは宇宙からの飛来物が衝突する直前にその土地の所有者であるオクラホマの農家の夫婦から購入する。アンジェラは遺産センターでウィルの両親の情報を得た後、盗まれた自分の車の落下音を聞いてローリーと会い、車内から密かに薬瓶を回収する。アンジェラは薬瓶とジャッドのKKKの衣裳の調査をルッキンググラスに頼み、さらにウィルの車椅子を処分していたところを謎の自警団員に目撃された上に逃げられてしまう。ローリーは車内からウィル指紋を発見した上にトリューのミレニアム・クロック施設との関係も突き止める。トリューは新型の小型ドローンの操縦士のリストを彼らに提供した一方、ベトナム語でアンジェラにウィルの薬瓶の件を問いかける。その夜、トリューは匿っていたウィルになぜアンジェラに直接伝えないのかを尋ねると彼は数日のうちの出来事で彼女が自ら理解することを望むと言う。一方でヴェイトは既存のクローンを殺した後に湖から選び抜いた胎児を新しいフィリップスとクルックシャンクスとして育て上げる。ヴェイトは2人に手伝って貰ってカタパルトで死体を飛ばすことで監獄の限界点をテストする。 |                                                                             |                            |                                                     |                |           |                       |
| 5 | "落雷へのささやかな恐怖" "Little Fear of Lightning"                         | ステフ・グリーン           | デイモン・リンデロフ & カーリー・レイ               | 2019年11月17日 | 105       | 0.752                 |
| ウェイドはヴェイトによる1985年のイカ攻撃以来PTSDに悩まされている。ローリーはウェイドの机に盗聴器を仕掛け、アンジェラが彼に薬を調べさせていることを知る。ウェイドの元妻シンシアの調査の結果、それは他人の記憶を見せる効力がある違法薬物のノスタルジアであることがわかる。機兵隊はウェイドの倉庫へと誘い込み、彼は機兵隊によるテレポーテーション装置の実験を目にする。マスクを脱いだジョーは自分とジャッドが機兵隊の一員であり、彼らを制御していたのだと説明する。ジョーはウェイドにアンジェラが知るジャッドの死の情報を探るように頼み、その代わりに1985年の攻撃の前日の収録されたヴェイトが将来のロバート・レッドフォード大統領に向けて長期計画を説明するビデオを見せられ、彼の心は揺さぶられる。翌日警察署でウェイドはアンジェラにジャッドの死に彼女の祖父が関係していることを話させる。それを盗聴していたローリーはアンジェラを拘束するが、直前に彼女はノスタルジアを飲み干す。仕事から戻ったウェイドの自宅に銃で武装した機兵隊が侵入する。ヴェイトが投獄され居ていた場所はエウロパであり、彼は凍り付いた使用人たちの遺体で「助けてくれ」というメッセージを人工衛星に見えるように作る。しかしながら彼は監獄内へと引き戻され、狩猟監督官によって逮捕される。 |                                                                             |                            |                                                     |                |           |                       |
| 6 | "この尋常ならざる存在" "This Extraordinary Being"                           | スティーヴン・ウィリアムズ | デイモン・リンデロフ & コード・ジェファーソン       | 2019年11月24日 | 106       | 0.620                 |
| ローリーはノスタルジアの効果が出る前にアンジェラに治療させようとするが既に遅く、彼女は祖父の思い出を体験し始める。1938年、ウィルは人種差別に満ちたニューヨーク市警に加わる。「サイクロプス」と呼ばれる陰謀を知った後、同僚の白人警官か拉致されて窒息死寸前まで木に吊され、白人に干渉しないようにと警告される。その後帰宅する途中、彼は若いカップルを襲う悪漢を倒すために覆面を身につける。後日彼はマスコミからヒーローと呼ばれ、妻のジューンからも支持されて「フーデッド・ジャスティス」としての活動を始める。ウィルはキャプテン・メトロポリスによってミニッツメンに勧誘され、妻のジューンが妊娠している間、彼との同性愛関係を始める。ウィルが「サイクロプス」が黒人に催眠術をかけて殺し合わせるというKKKの計画であることを突き止め、陰謀を阻止するためにミニッツメンに助けを求めるが、キャプテン・メトロポリスに拒否される。怒ったウィルは自分1人で関係者全員を殺してアジトの倉庫を燃やす。ウィルの怒りにショックを受けたジューンはウィルと別れ、幼い息子と共に故郷のタルサに戻る。現在、ウィルは改良された催眠装置を使ってジャッドを首吊り自殺させる。アンジェラはレディ・トリューの部屋で目を覚ます                                                       |                                                                             |                            |                                                     |                |           |                       |
| 7 | "ほとんど宗教的な畏怖" "An Almost Religious Awe"                            | デヴィッド・セメル         | ステイシー・オセイ＝クッファー & クレア・キーチェル | 2019年12月1日  | 107       | 0.779                 |
| ノスタルジアの解毒治療を受けるアンジェラはベトナムでの自分両親と祖母のジューンを亡くした記憶をウィルのものと混ざりつつ思い出す。アンジェラは火星に繋がっているはずのドクター・マンハッタンのブースのメッセージが実はトリューの施設に送られていることを突き止めた後、トリューからマンハッタンは地球に来ており、人間の姿でタルサにいると説明される。マンハッタンを捕獲して破壊して彼のような存在になるという機兵隊の計画を知るトリューは世界を救うためにミレニアム・クロックの起動の準備をする。施設を抜け出したアンジェラは自宅に戻り、カルに夫として愛していると伝え、彼をジョンと呼び、彼の頭を叩き割って中からマンハッタンのシンボルと同じ形のディスクを取り出す。するとカルの身体は青く輝き出す。ローリーはジャッドの死についてその妻のジェーンに尋ねると機兵隊と繋がっていた彼女に捕まる。機兵隊の本拠地に連れて行かれた彼女はジョーから白人の復権のためにマンハッタンを捕獲してその力を得る計画を明かされる。ローリーの相棒のペティはルッキンググラスの自宅を訪れるが彼は不在で、機兵隊員たちの死体を発見する。一方でヴェイトは狩猟監督官たちから裁判にかけられるが、それを茶番として受け止める。                                                       |                                                                             |                            |                                                     |                |           |                       |
| 8 | "1軒の酒場に入る神" "A God Walks into Abar"                                 | ニコール・カッセル         | ジェフ・ジェンセン & デイモン・リンデロフ           | 2019年12月8日  | 108       | 0.822                 |
| 2009年のベトナムでDr.マンハッタンはアンジェラを翌日の夕食に誘う。アンジェラは彼に懐疑的であったが、マンハッタンは自分の時間の感覚を説明した後、1985年以降はエウロパで生命を創造しており、2019年に第7機兵隊に捕まる直前に彼女と恋に落ちると言う。彼はカルの身分を得て姿を変え、さらにヴェイトが作った装置を使ってアンジェラがそれを除去する時まで自ら記憶喪失となる。マンハッタンはヴェイトの頼みに応じて彼をエウロパにテレポートし、さらに2019年のアンジェラを助けるためにウィルを訪ねる。アンジェラは2019年のマンハッタンを通じて2009年のウィルにジャッドの秘密を知った経緯を訪ねるが、彼女はそのアイデアを今与えてしまったことに気付く。機兵隊が襲撃に現れるとアンジェラはマンハッタンを守る準備を始め、そんな彼女を見て彼は恋に落ちる。彼は予知した通り最後の1人となった機兵隊員からタキオン砲で捕えられる。2009年のアンジェラはマンハッタンからの夕食の誘いを受け入れる。クレジット後の場面で狩猟監督官が独房のヴェイトに記念日のケーキを贈る。ヴェイトはその中から馬蹄を見つけ、それを使って大喜びで脱出のための穴を掘り始める。 |                                                                             |                            |                                                     |                |           |                       |
| 9 | "彼らが飛ぶのをご覧よ" "See How They Fly"                                   | フレデリック・E・O・トーイ | ニック・キューズ & デイモン・リンデロフ             | 2019年12月15日 | 109       | 0.935                 |
| トリューは父親のヴェイトをエウロパから救出し、現在彼女はマンハッタンのパワーを奪うために開発したマシンを作動させる。機兵隊はサイクロプスの指導者と協力して捕えたマンハッタンのパワーをジョーに転送させる準備をする。ローリーはウェイドが生存しており、機兵隊員に扮していることを知る。機兵隊がシステムを稼働させるとトリューは彼らと装置をタルサのダウンタウンにテレポートさせ、失敗したジョーが液化したことを示し、サイクロプスの指導者を殺害する。マンハッタンはトリューに殺される前にヴェイト、ローリー、ウェイドをカルナックにテレポートし、そこでヴェイトはイカの降雨システムを使って凍ったイカをトリューの装置の上から降らせて破壊し、その過程でトリューも死亡する。アンジェラはウィルと子供たちがいる劇場に避難する。ウィルはマンハッタンがこの必要な結末に向かうために自分と協力していたと説明する。ローリーとウェイドは1985年のビデオのコピーを大量殺人の証拠としてヴェイトを捕える。アンジェラは昨晩に落とした卵を片付ける際、マンハッタンが有機的な媒体を介して自分のパワーを移すことが出来ると言っていたことを思い出す。アンジェラは割れていない卵を見つけて食べ、マンハッタンがやったように水面を歩こうとする。                                 |                                                                             |                            |                                                     |                |           |                       |

## 製作

### 企画
『ウォッチメン』のテレビシリーズ化の噂は2015年10月頃に流れ、HBOが2009年の映画を監督したザック・スナイダーとの予備会談を行った。2015年11月にHBOはウォッチメンのテレビシリーズを企画中であることを認めた。

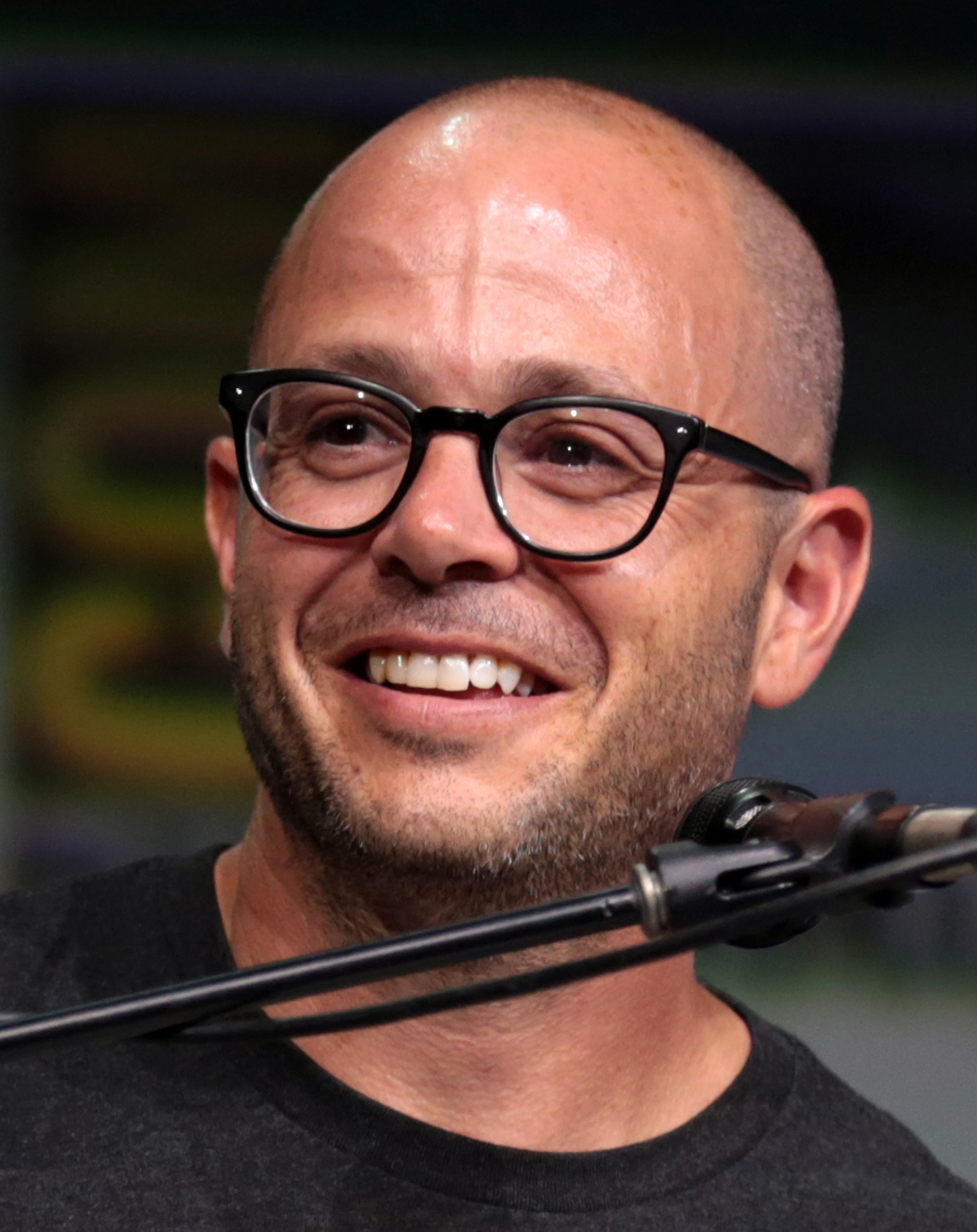
テレビシリーズの発案・脚本を務めるデイモン・リンデロフ

2017年6月までにスナイダーの製作への関与は無くなり、HBOは新たにデイモン・リンデロフとの交渉を始めた。リンデロフによると、彼はティーンエイジャーの頃にコミックを読んで依頼ずっと『ウォッチメン』の製作に興味を持っており、少なくともこれ以前に2度脚本執筆の話があったが、彼はスナイダーの映画の直後のオファーを拒否し、彼はそれを改良できないと感じていた。その間、彼は2014年から2017年にかけてHBOのシリーズ『LEFTOVERS/残された世界』を製作していた。『LEFTOVERS』は高い評価を受け、リンデロフが受けた『ウォッチメン』のシリーズ執筆の更に別のオファーに繋がった。
シリーズの脚本執筆は2017年9月19日に始まった。後日、HBOはパイロット版の製作と残りの脚本の執筆のグリーンライトを出した。2018年1月30日、ニコール・カッセルがパイロット版の監督に就任し、また彼女はリンデロフと共に製作総指揮も務めることが発表された。パイロット版は2018年6月中にジョージア州アトランタで撮影された。
2018年8月17日、HBOはフルシーズン分のグリーンライトを出し、2019年内に放送が始まることを発表した。パイロット版の撮影から残りのエピソードの間、新しい製作スタッフが加わり、カッセルは必要な継続性を与えるために第2話でも引き続いて監督を務めた。2019年9月3日、初回が2019年10月20日に放送されることが発表された。
2019年12月11日時点でHBOは第2シーズンへの更新を表明していないが、リンデロフはもしあったとしても、おそらく自分は続投せず、代わりに他のプロデューサーが他のストーリーをこの世界観で語ることになるだろうと述べた。リンデロフは番組は「私の物語ではない」、そして「これらの9つのエピソードはこの時点で『ウォッチメン』について話さなければならない全てのことだ」と感じていた。リンデロフは『ファーゴ』や『TRUE DETECTIVE』などが各シーズンでそれぞれ独立した物語であるのと同様に第1シーズンを完結する物語として製作した。第1シーズン最終回の放送後、リンデロフはシーズン中に自身が伝えた物語は、明確な始まり、中盤、終わりまで、『ウォッチメン』について提案できるすべてのものであると述べた。しかし彼は『ウォッチメン』は連続シリーズとして扱われるべきであり、復帰を否定しないものの、契約する前に同様に完璧な物語を作り上げる時間を望む方針でHBOと同意した。
番組ではコミックをアラン・ムーアと共に執筆したデイヴ・ギボンズがキャラクター創造者としてクレジットされた。ムーアはDCコミックスとの不和により、同社時代に執筆した『ウォッチメン』を含むあらゆる作品でのクレジットを拒否している。リンデロフはムーアに番組への賛成を求めたが、拒否された。一方でギボンズは番組への積極的な貢献者であり、リミテッドシリーズと同様のスタイルのイラストを提供した。

### 脚本執筆
リンデロフはこのシリーズに対する自身のビジョンがコミックの「リミックス」になることであると述べた。番組はコミックの続編であるが、彼はリブートを製作せずにその世界の一部を感じられる彼自身による物語を望み、これが最初のエピソードから明白であることを明かした。彼はこのアイデアを2018年5月22日に投稿されたファンへの公開書簡で明かした。リンデロフは、アンジェラをすべての中心となる人物だと考えていたため、リミテッドシリーズのキャラクターを使用することでアンジェラの物語を補助し、彼女が焦点を維持できるようにしなければならなかった。
リンデロフにとっての最初の課題の1つは物語の焦点が何であるかを決定することであった。彼は原作コミック『ウォッチメン』は出版当時まだ進行中であった冷戦に対する市民の不安が反映されていると考えた。リンデロフは現代の同様の不安を探求し、歴史上及び現在の対立を提示できる人種間の緊張が『ウォッチメン』世界にとって上手く機能する同じタイプの大局をもたらすものであると判断した。彼はまた「2019年の政治的テキストの文脈で人種ついて論じないことはほとんど無責任」であると感じていた。人種問題を中心的なテーマとして確立したリンデロフはそれらの問題に対する適切な視点を提供するために意図的に多様な脚本家を集め、半数を黒人または女性とした。
リンデロフはタナハシ・コーツによる2014年の『ジ・アトランティック』の記事「The Case for Reparations」に触発されて1921年のタルサ人種暴動の要素をパイロット版に取り入れることを決めた。暴動への興味が強いリンデロフはそれに関する情報がほとんどないことを知り、より研究を進めた。プロットの多くの側面は、グラフィックノベルの遺産とこの事件に集中している。これは彼が『ウィッチメン』のテレビシリーズの脚本執筆を依頼された頃であり、虐殺と平行世界の現在へのその影響を感じ、世界終末時計が原作コミックシリーズであったのと同等の要素を与え、シリーズの中心的要素として人種対立が使用された。彼はまたこれがより多くの人々が1921年の事件について学ぶのを助けるだろうと信じ、グリーンウッド地区を破壊を目的とした空爆を含めて正確に描写されることを明かした。
番組内の番組である『アメリカ英雄物語』（American Hero Story）は元覆面ヒーローの1人であるフーデッド・ジャスティスのバックストーリーを伝えるために使われた。リンデロフはそれをライアン・マーフィーのシリーズ『アメリカン・ホラー・ストーリー』と『アメリカン・クライム・ストーリー』を彷彿とさせるように作っており、マーフィーを本人役で『アメリカ英雄物語』のプロデューサーとして出演させることすら考えていたと述べた。これは頓挫したものの、それでも彼は『アメリカ英雄物語』をマーフィー作品のように扱い、そのプロデューサーをマーフィーのように秘密的で隠遁的にした。『アメリカ英雄物語』はコミックのファンの多くから叩かれたザック・スナイダーによる2009年の実写映画版のパロディであると一部の批評家からは指摘されたが、リンデロフはその意図は無いと断言した。リンデロフは「私は映画作家として（スナイダーを）高く評価しているので、否定的なコメントとして使われることは不快に感じる。これら（『アメリカ英雄物語』のシーン）でやりたかったことは『これは私たちが作ることができたバージョン』であり、そして私たちは実際にはそのバージョンは作らなかったということだ。私たちはより現実的なルイの自然主義の話に基づいている。

### キャスティング
2018年5月23日、レジーナ・キング、ドン・ジョンソン、ティム・ブレイク・ネルソン、ルイス・ゴセット・ジュニア、アデレイド・クレメンス、アンドリュー・ハワードがパイロット版にキャスティングされたことが発表された。2018年6月、ジェレミー・アイアンズ、トム・マイソン、フランシス・フィッシャー、ジェイコブ・ミング＝トレント、ヤーヤ・アブドゥル＝マティーン2世、サラ・ヴィッカーズがパイロット版にキャスティングされたことが報じられた。2018年8月7日、さらにディラン・ションビング、アデリン・スプーン、リリー・ローズ・スミスがパイロット版のキャストに加わったことが発表された。2018年11月、ジーン・スマートがメインキャストとして出演し、さらにジェームズ・ウォークがリカーリングとなることが報じられた。またアイアンズがエイドリアン・ヴェイト / オジマンディアス、ネルソンが新キャラクターのルッキンググラスを演じ、ヴィッカーズとマイソンもメインキャストに加わることが明らかとなった。2019年1月、ホン・チャウとダスティン・イングラムがリカーリングキャストとなることが発表された。
パイロット版や他のシーンでのキャストの演技は番組後半のエピソードの脚本に影響を与えた。アイアンズがパイロット版の撮影に臨んだ際、リンデロフたちは彼がコメディの方向性でヴェイトを演じていたことを発見した。彼らはこれでヴェイトの役割が「少し無茶で滑稽」であると認識し、後のエピソードを執筆する際にそれに拘った。
2019年7月の報道ではロバート・レッドフォードがフィクション化されたバージョンの本人役でシリーズに出演することが伝えられていたが、リンデロフは後に彼本人の出演を否定した。レッドフォードは劇中で大統領に就任したという設定である。

### 音楽

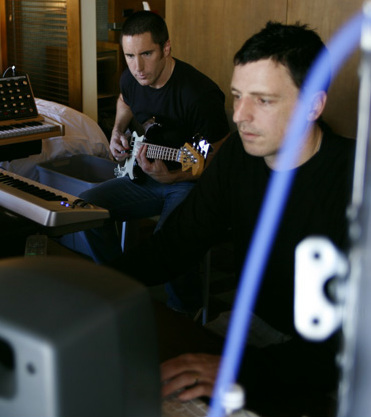
シリーズの音楽を作曲したトレント・レズナー（左）とアッティカス・ロス。

2018年9月20日、トレント・レズナーとアッティカス・ロスがシリーズの作曲家を務めることが発表された。シリーズの音楽を検討するに当たり、リンデロフはそれまでテレビ用に作曲した経験の無いレズナーとロスの起用を考えていた。そして偶然にもリンデロフがHBOが2人を提案した際、その数日前に『ウォッチメン』の大ファンだった2人が作曲家を務めるためにHBO側に接触していたことが報じられた。レズナーは自身とロスがリンデロフの前作のファンでもあるために自作を提供しようとしたと述べた。レズナーとロスはパイロット・エピソードの撮影前にすでにそれ用の曲を準備していたため、リンデロフはそれを上手く組み込むことが出来た。レズナーによると彼らの初期の曲は番組のために「攻撃的で、ある種の滑らかな音色」に作り上げていたが、第1シーズンを通して音色を変化させることでシリーズに適合した。
第1シーズンに併せてレズナーとロスは番組の3種の音楽アルバムをビニル版とストリーミング版で発売することを計画した。アルバム第1弾は2019年11月4日、続いて11月25日と12月16日に発売される。

### 撮影
パイロット版の主要撮影は2018年6月1日にジョージア州アトランタで始まった。1ヶ月の間にメイコン、ファイエットビル、ニューナン、パルメット、ブルックス、タッカーなどで撮影された。2018年10月、第1シーズンの残りのエピソードの撮影がジョージア州で始まった。同月中のロケ地にはパルメット、ブルックヘイブン、ピーチツリーシティ、ディケーター、チャンブリーのMARTA駅があった。2018年11月、ロケはパルメット、チャンブリー、マクドノー、ウェストレイクMARTA駅に移った。2018年12月、ユニオンシティ、ニューナン、ジョージア世界会議センターで撮影が行われた。
田舎の邸宅の場面の撮影は別作品として扱われ、原作コミックの中に登場したコミック作品『Tales of the Black Freighter』と似たものとなる。これらの場面の撮影は2018年9月にウェールズのペンリン城で行われた。トム・マイソンによると、これらは残りのエピソードの脚本がほぼ完成する前に終わった。リンデロフによるとこれらの場面は「そのアイデアはエイドリアン・ヴェイトの脱出物語の役割であり、イーストウッドの『アルカトラズからの脱出』よりもワイリー・コヨーテとロード・ランナーに似ており、美味しすぎて止められない」ものである。HBOは第3話までアイアンズのキャラクターをヴェイトではなく「Lord of a Country Manor」と発表していた。リンデロフは番組がコミックの続編とみなされるのを避け、またロールシャッハの正体というコミックのストーリーテリング上の謎に合わせるためにヴェイトの正体を秘密にする道を選んだ。

## 評価

### 批評家の反応
批評家の反応は概ね好調であり、レビュー・アグリゲーター・サイトのRotten Tomatoesでは86件のレビューで支持率が96%、平均点は8.37/10であり、「大胆で荒々しい『ウォッチメン』は必ずしも簡単に見ることができるわけではないが、文化的なコンテキストの新しい層と複雑なキャラクターを追加することで、その素材を巧みに構築して独自の印象的なアイデンティティを作り上げている」とまとめられた。Metacriticでは33件のレビューで加重平均値は85/100と示された。
『デイリー・ビースト』は不満意見の多くが原作コミックの扱いについてであり、特にロールシャッハがテレビシリーズの物語に与えた影響であると指摘した。ムーアはロールシャッハをスティーヴ・ディッコがオブジェクティビズムを促進するために使ったキャラクターであるクエスチョンやミスター・Aなどの極端な解釈として描いており、ムーアはその哲学に基づいてロールシャッハを右翼的なキャラクターとし、そしてロールシャッハが『ウォッチメン』のヒーローとみなされることを意図していなかった。一部のファンからはテレビシリーズではロールシャッハのヒーロー性が尊重されていないと指摘された。

### 視聴率
| No. | タイトル                       | 放送日         | レイティング (18–49) | 視聴者数 (百万人) | DVR (18-49) | DVR視聴者数 (百万人) | 合計 (18-49) | 合計視聴者数 (百万人) |
| --- | ------------------------------ | -------------- | -------------------- | ----------------- | ----------- | -------------------- | ------------ | --------------------- |
| 1   | "今は夏 氷が尽きそうだ"        | 2019年10月20日 | 0.3                  | 0.799             | N/A         | N/A                  | N/A          | N/A                   |
| 2   | "コマンチ族の乗馬術による軍功" | 2019年10月27日 | 0.3                  | 0.765             | N/A         | 0.704                | N/A          | 1.470                 |
| 3   | "彼女は宇宙ゴミに殺された"     | 2019年11月3日  | 0.2                  | 0.648             | 0.3         | 0.732                | 0.5          | 1.381                 |
| 4   | "私の物語が不満なら自分で書け" | 2019年11月10日 | 0.2                  | 0.707             | 0.3         | 0.721                | 0.5          | 1.429                 |
| 5   | "落雷へのささやかな恐怖"       | 2019年11月17日 | 0.3                  | 0.752             | TBD         | TBD                  | TBD          | TBD                   |
| 6   | "この尋常ならざる存在"         | 2019年11月24日 | 0.2                  | 0.620             | TBD         | TBD                  | TBD          | TBD                   |
| 7   | "ほとんど宗教的な畏怖"         | 2019年12月1日  | 0.3                  | 0.779             | TBD         | TBD                  | TBD          | TBD                   |
| 8   | "1軒の酒場に入る神"            | 2019年12月8日  | 0.3                  | 0.822             | TBD         | TBD                  | TBD          | TBD                   |
| 9   | "彼らが飛ぶのをご覧よ"         | 2019年12月15日 | 0.3                  | 0.935             | TBD         | TBD                  | TBD          | TBD                   |